# Ánísz Ben Szlímán
Ánísz Ben Szlímán (Koppenhága, 2001. március 16. –) válogatott tunéziai labdarúgó, aki a dán Brøndby-ben játszik középpályásként.

## Pályafutása
Koppenhágában született, és fiatal korában a Vesterbro negyedben élt. 7 évesen a Vesterbro BK Vestia klub alsóbb szintjein kezdett játszani, amely klub volt a legközelebb az otthonához. Néhány hónap múlva a KB akadémiára került, mivel osztálytársa ott játszott; osztálytársa apja is edzője volt. Később Szlímán és osztálytársa aláírt az FA 2000 akadémiához, ahol csatlakozott hozzájuk néhány tehetséges játékos is. Mivel egyes klubok tétováztak az első és a második csapat létrehozásában, különböző koppenhágai klubokhoz szerződött, akik hajlandóak voltak magasabb szinten elkötelezni magukat az ifjúsági futball mellett. A következő évben ő és osztálytársa a Herfølge Boldklubba költöztek, ahol rövid ideig voltak, majd először a B.93-ba kerültek, ahol újra egyesültek az FA 2000 tehetséges fiatal játékosaival.
Tizenkét éves volt, amikor Brøndbybe költözött. Másfél évig az akadémiai csapatukban játszott, majd visszaköltözött a KB-hoz 13 éven aluli szinten, mert túl sok időt töltött Brøndbybe, miután ő és családja Høje Gladsaxe-ba költöztek. Második szereplése a KB-nál azonban sikertelen volt, ezért a Lyngby Boldklubban kezdett játszani. Hat hónapig játszott Lyngby-ben, mielőtt a helyi Akademisk Boldklub (AB) 14 éven aluliak csapatához szerződtette, ahol ismét találkozott régi osztálytársaival. Négy évig maradt az AB-nél, ezzel véget ért ifi pályafutása. Ott négy évig játszva, és a klubnál töltött utolsó ideje alatt bejutott az első csapatba. A Brøndby IF weboldalának adott interjújában elmondta, hogy a különböző klubokban az eltérő körülmények azt eredményezték, hogy meg kellett küzdenie a professzionális futballba való bejutásért. Ebben az időszakban közel állt ahhoz, hogy visszavonuljon a futballtól, de családja és barátai támogatása átsegítette a nehéz időszakokon. Egy nyáron, amikor az AB ifjúsági akadémiáján játszott, nagy növekedési ugrást tapasztalt, melynek során 15 cm-t nőtt, ami lehetővé tette számára, hogy fizikailag dominánsabbá váljon, és elősegítette, hogy játékosként fejlődjön.
2018 januárjában egyhetes próbajátékra távozott a német SC Freiburg Bundesliga klubhoz. 2018. április 7-én debütált az első csapatban az AB színeiben az IF Lyseng elleni 2–1-es hazai győzelem alkalmával, és a 80. percben Nichlas Rohde cserejátékosaként állt be. Összesen 18 bajnokin lépett pályára az AB színeiben, amelyeken két gólt szerzett.
1. ↑  FBref